# Monofilija
Monofilija ili monofiletska evolucija (engl. monophyly) i monofiletsko poreklo, kao i monofiletska specijacija su pojmovi koji se odnose na pojavu da svi pripadnici određene šire biosistematske grupe ili grupe populacija potiču iz jedne te iste uže grupe organizama. Pravac u nauci o biološkoj evoluciji koji ovakav oblik specijacije smatra univerzalnim načinom evoluiranje živog sveta označava se kao monofiletizam.
Tako, na primer sve recentne ljudske populacije imaju monofiletsko poreklo.
U zajedničkoj kladističkoj upotrebi, monofiletska grupa je takson (grupa organizama) koji formira jednu granu filogenetskog stabla, što znači da se sastoji od predaka svake vrste i svih njenih potomaka. Termin je sinonim za neuobičajeno termin holofilija. Monofiletske grupe su obično okarakterizirane zajedničkim obeležjima, kao izvedenim sinapomorfijama.
Monofilija je u suprotnosti sa parapfilijom i polifilijom, koji je najlakše shvatiti iz drugog dijagrama u ovom članku. U današnjoj upotrebi, parafiletska grupa se sastoji se od svih potomaka zajedničkog pretka osim jedne ili više monofiletskih grupa. Parafiletska grupa je na taj način 'gotovo' monofiletska (u skladu sa značenjem prefiksa 'para', odnosno 'u blizini' ili 'zajedno'). Polifiletske grupe karakterišu konvergentne karakteristike, uključujući i ponašanje (npr. noću aktivni primati, drveće, vodeni insekati). Strukture i funkcija po kojima se jedna grupa razlikuje od ostalih nisu nasleđene od zajedničkog pretka.